# Barchan (wydma)
Barchan, wydma sierpowata (kaz. бархан) – rodzaj ruchomej wydmy o półksiężycowatym kształcie i ramionach wysuniętych zgodnie z kierunkiem wiatru (w stronę zawietrzną), charakterystyczny dla pustyń piaszczystych, pozbawionych roślinności (Sahara, Kalahari). Wąskie ramiona przemieszczają się szybciej niż część centralna wydmy. Barchany często łączą się ze sobą, tworząc długie piaszczyste wały, które noszą nazwę wydm wałowych. Ciągną się one nieraz setki kilometrów. Powstają w klimacie suchym, stok dowietrzny jest łagodny i zbity, stok odwietrzny stromy i luźny.

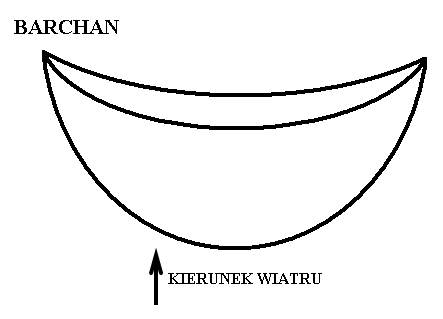
Schemat wydmy sierpowej
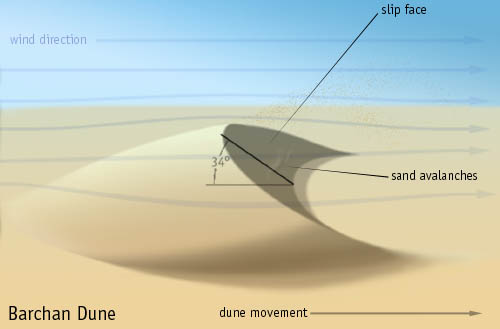
Wydma sierpowa